# Ormen (skib)
 For alternative betydninger, se Ormen. (Se også artikler, som begynder med Ormen)
Ormen ("Slangen") var et vikingeskib, som ifølge Snorre Sturlasons Heimskringla blev bygget for kong Harald Hardråde på Ørene i Nidaros omkring år 1060. Skibet var en langskib af typen busse. Det skulle have været et stort og bredt skib med 35 rorum. Det havde et forgyldt dragehoved i forstavnen og en krog i agterstavnen.